# Ra (kana)

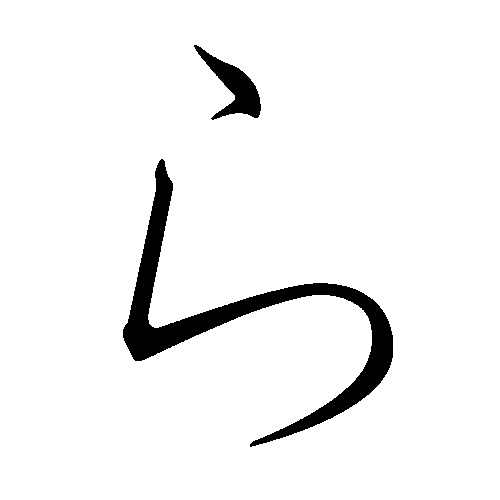
Ra w hiraganie

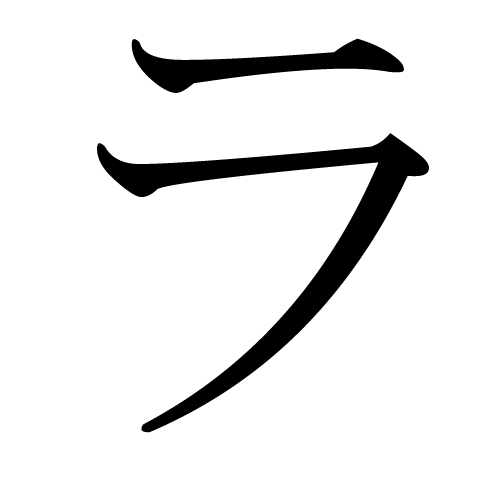
Ra w katakanie

Ra – trzydziesty dziewiąty (dawniej czterdziesty pierwszy) znak japońskich sylabariuszy hiragana (ら) i katakana (ラ). Reprezentuje on sylabę ra. Pochodzi bezpośrednio od znaku kanji 良 (obydwie wersje). 
Z racji nierozróżniania w japońskim głosek R i L (bezdźwięczne R), znak ten może być czytany też jako la.